# سیبو (مالزی)
سیبو یکی از شهرهای مالزی و مرکز بخش سیبو (با مساحت ۲٬۲۲۹٫۸ کیلومتر مربع) در ایالت ساراواک است. 

## جغرافیا
این شهر در همریزگاه دو رود راجانگ و ایگان در حدود ۶۰ کیلومتری اقیانوس جای گرفته است. 

## جمعیت
بیشتر جمعیت شهر را چینی‌تباران به ویژه اهالی فوژو و نیز اقوام بومی ملانائو، مالایی‌ها و ایبانها شامل می‌شوند. جمعیت بخش سیبو بر اساس آمار سال ۲۰۰۲ برابر با ۲۲۸٬۷۰۰ بوده است.

## پیشینه
سیبو در سرزمینی ناهموار بین دو رود واقع شده است. حتی امروزه یکی از پرجنب و جوش‌ترین شهرهای شرق مالزی است. در اصل این شهر پس از مهاجرت اقوامی از استان فوجی‌آن چین، «فوچوی نو» (New Foochow) نامیده می‌شد. در این شهر نشانه‌هایی از جاذبه‌های فرهنگی ساکنان چینی به چشم می‌خورد که بیشتر از مهاجران فوچو هستند.

## نگارخانه

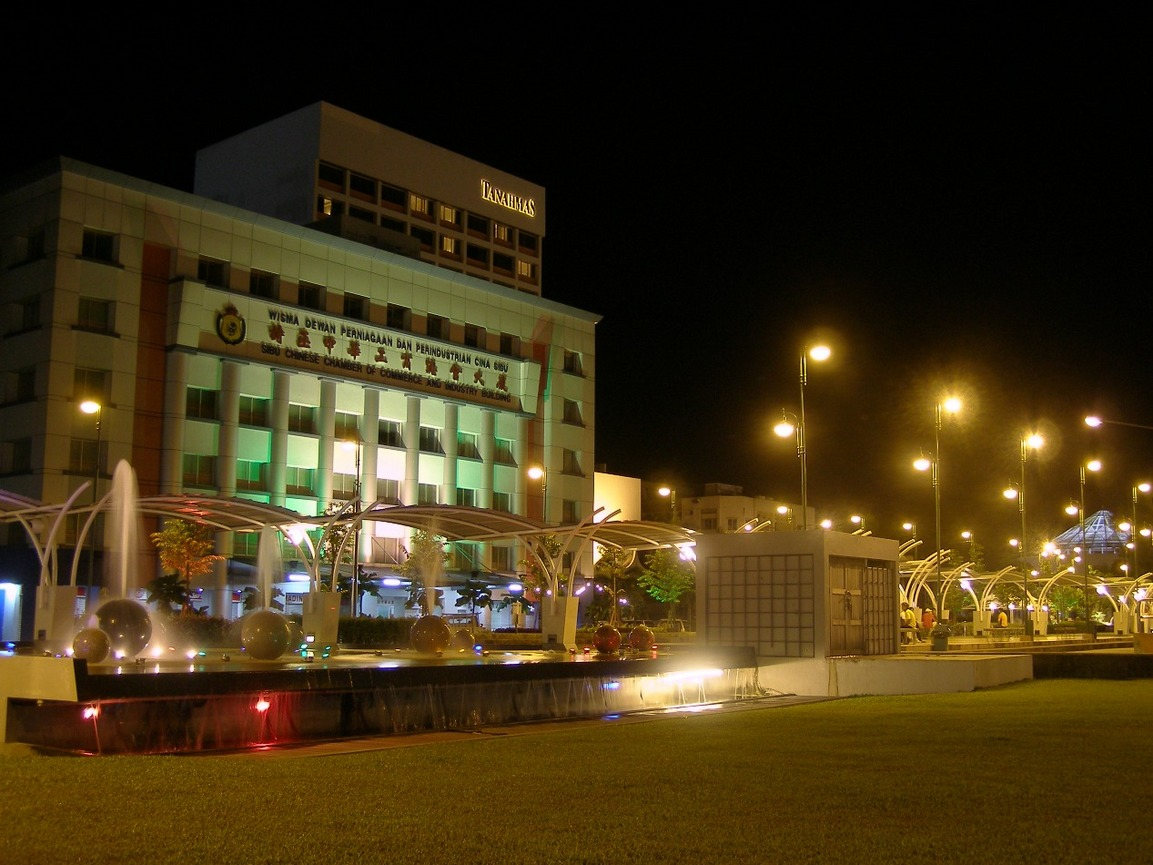
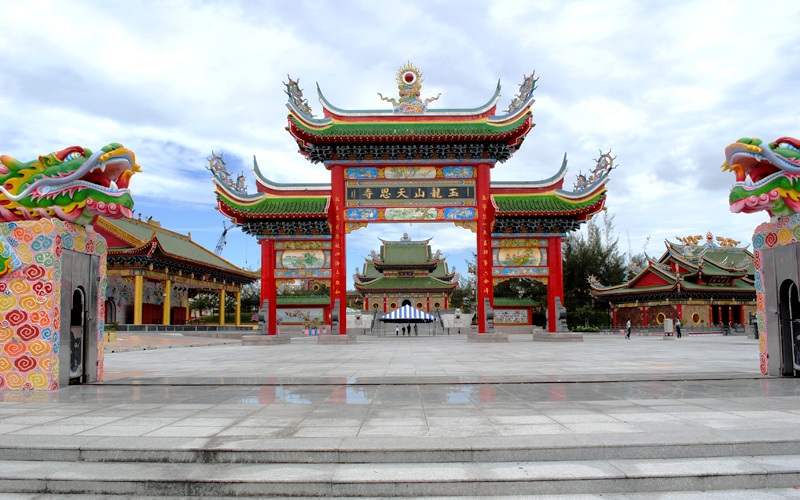
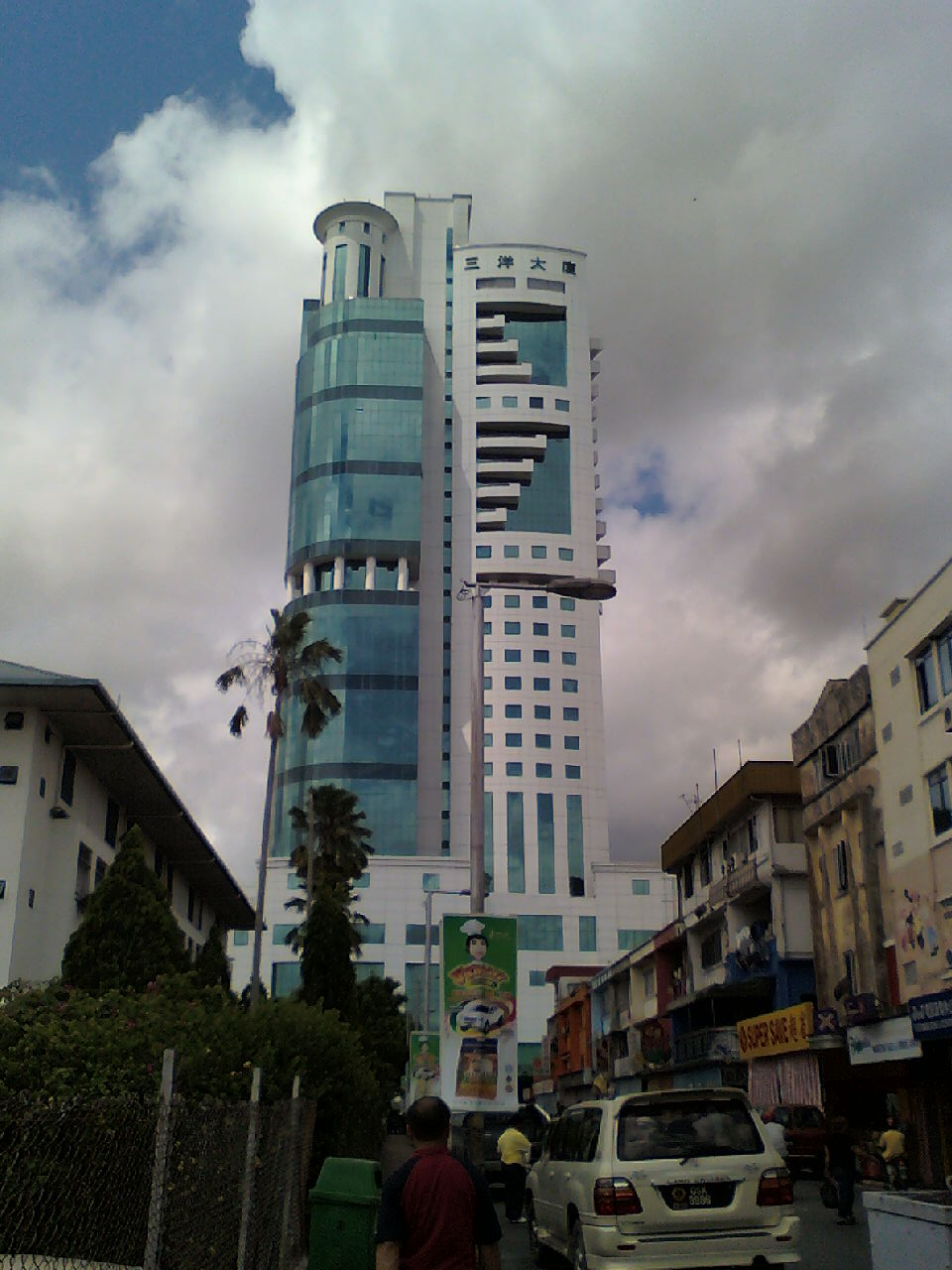